# Burlington (Michigan)
Pour les articles homonymes, voir Burlington.
Burlington est un village situé dans le comté de Calhoun, dans l'État américain du Michigan. La population était de 261 au recensement de 2010. Il fait partie de Battle Creek (Michigan) Région métropolitaine.

## Géographie
Selon le United States Census Bureau, le village a une superficie totale de 0,68 milles carrés (1,76 km2), dont 0,65 milles carrés (1,68 km2) de terres et de 0,03 milles carrés (0,08 km2) d'eau